# Willem Voormolen

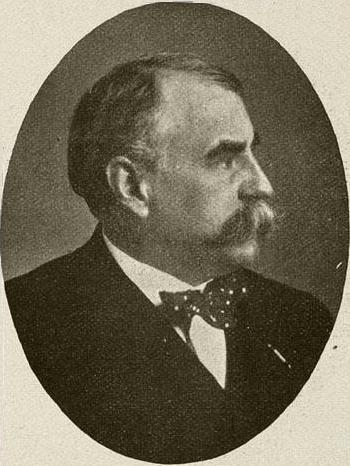
W. Voormolen

Willem Voormolen (Enkhuizen, 10 mei 1856 – 's-Gravenhage, 8 juli 1909) was een Nederlands militair, burgemeester en hoofdcommissaris van politie.
Hij werd geboren als zoon van Albertus Voormolen (1817-1870) die destijds stads-chirurgijn en vroedmeester te Enkhuizen was. Willem volgde net als zijn oudere broer Aart (1850-1886) een 3-jarige opleiding aan het Koninklijk Instituut voor de Marine in Willemsoord (Den Helder). In september 1872 werd Willem Voormolen aan het begin van die opleiding benoemd tot adelborst derde klasse en enige tijd later tot adelborst tweede klasse. In 1875 volgde zijn benoeming tot adelborst eerste klasse en in 1877 tot luitenant ter zee tweede klasse. Begin 1887 werd hij "ter zake van in en door den dienst ontstane lichaamsgebreken" op pensioen gesteld en in juni van dat jaar trouwde hij op 31-jarige leeftijd met de toen 21-jarige Aleida Maria Wentholt. In 1888 werd Voormolen burgemeester van het Groningse Veendam en drie jaar later kreeg hij diezelfde functie in de provincie Gelderland bij de gemeente Doesburg.

## Hoofdcommissaris Rotterdam
Op 1 februari 1893 volgde hij mr. C. Cardinaal op als hoofdcommissaris van Rotterdam die een maand eerder met pensioen was gegaan.
Na een studiereis langs vergelijkbare havensteden als Nantes, Bordeaux, Hamburg en Liverpool kwam Voormolen met plannen om de Rotterdamse politie te moderniseren. Zo kwamen er gespecialiseerde diensten waaronder een recherche en een havenpolitie, was er een uitbreiding van de straatpolitie met 100 man en werd een opleiding voor het personeel verplicht gesteld. Daarnaast kwam er op aandrang van Voormolen een bereden brigade bestaande uit tien ruiters waarmee Rotterdam de eerste stad in Nederland was met politie te paard.
Blijkbaar was deze modernisering zo succesvol dat het bestuur van Amsterdam, onder leiding van de voormalig Rotterdamse burgemeester Vening Meinesz, hem eind 1895 vroeg om daar hoofdcommissaris te worden. Hij sloeg dat aanbod af en bleef bijna 15 jaar leiding geven aan het Rotterdamse korps. In 1907 werd bekendgemaakt dat Voormolen ontslag had aangevraagd vanwege zijn slechte gezondheid waarna hem op 31 december van dat jaar ontslag verleend werd. Anderhalf jaar later overleed hij op 53-jarige leeftijd. In 1913 stierf zijn vrouw die toen nog maar 46 was, waardoor hun zoon en latere componist Alexander Voormolen op 18-jarige leeftijd wees werd.